# Nieuwstraat 8 (Baarn)
De herenhuis aan de Nieuwstraat 8 is een gemeentelijk monument in Baarn in de provincie Utrecht.
Het gepleisterde huis staat schuin aan de Nieuwstraat om een beter uitzicht te hebben. Boven de ingang in het midden van de symmetrische voorgevel is een balkon gebouwd. De vensters naast de voordeur lopen door tot op de grond.
Op het dak staan drie dakkapellen met versierde omlijsting.